# Landfunkdienst
Landfunkdienst steht für:
- Mobiler Landfunkdienst
  - Nichtöffentlicher mobiler Landfunkdienst
  - Öffentlicher mobiler Landfunkdienst